# Јастук
Јастук (тур. yastık) мања је и често мека подлога за главу, углавном се користи као подметач за главу приликом спавања или лежања у кревету. Раније је углавном био испуњаван вуном или перјем али се у последње време користе и синтетички материјали. Јастук се још користи и као подлога телу приликом седења на каучу или фотељи, за клечање, а постоје и декоративни јастуци који су направљени зарад улепшавања животног простора и не пружају комфор претходно споменутих. Поред овог основног значења, израз јастук се користи и у техничким наукама за означавање уређаја за безбедност у саобраћају и противпожарној заштити.
Неке врсте јастука укључују јастучиће, јастуке за тело, украсне јастуке и многе друге. Јастуци који помажу при спавању су облик постељине која подржава главу и врат. Друге врсте јастука су дизајниране да подрже тело када се лежи или седи. Постоје и јастуци који узимају у обзир облик људског тела за повећану удобност током спавања. Декоративни јастуци који се користе на креветима, каучима или столицама понекад се називају подложцима.
У савременој западној култури, јастуци се састоје од обичног или дезенираног платненог омота (познате као јастучница) који садржи мекани садржај, типично синтетички и обично су стандардизованих величина и облика. Јастуци су историјски направљени од различитих природних материјала и многе културе у свету настављају да користе јастуке направљене од природних материјала. Реч pillow долази од средњеенглеског pilwe, од староенглеског pyle (што је сродно старовисоконемачком pfuliwi) и од латинског pulvinus. Прва позната употреба речи pillow је била пре 12. века.

## Основни делови
Јастук се састоји од два основна дела: а) врећа, направљена од текстила, углавном памука или свиле, и б) пуњење, које може да буде природно (најчешће перје, вуна, памук ...) или синтетичко (разне синтетичке пене и сунђери). Да би се улепшао јастук и заштитио од прљања користи се јастучница (навлака за јастук). Јастучнице могу бити са извезеним мотивима, обојене или необојене, и лако се мењају и перу. 
Пунила се бирају на основу удобности, еластичности, термичких својстава, цене, као и из медицинских и етичких разлога. Најчешћа синтетичка пунила су материјали добијени од полимерних влакана, као што су полиестер и меморијска пена. Синтетичка пунила су генерално јефтина и у случају меморијске пене могу дуже задржати свој облик. Природна пунила се користе од антике. Најчешћи су перје, паперје, вуна, латекс, памук (посебно у Индији) и хељда. Коришћени су и егзотичнији материјали, укључујући сламу, дрво или камен. Пaperje је обично мекше пунило и нуди добру изолацију, али је скупљe због своје релативне оскудице. Познато је да се паперје чупа са живих гусака, али већ постоје сертификати за такве производе да су прикушљени без окрутности. У Индији се традиционални јастуци праве од капока, пахуљастих, сјајних воћних влакана дрвећа Ceiba pentandra и Bombax ceiba.

## Историја
Јастуци краљице Драге (четири идентична), плиш, платно за вез, конац, шивење, вез, 86×40 цм, 19. век. У средини је њено овално јастуче, конац, свила, хеклање, вез, 47×39 цм, 19. век. Ови предмети налазе се у власништву манастира Враћевшница
Иако је тачно порекло непознато, употреба јастука је еволуирала код животиња дубоко у праисторији, а најранији примери су укључивали гмизавце и сисаре који су наслањали главу на себе, и једни на друге, да би подупрли главу и врат. Животиње, укључујући људе, развиле су употребу неживих предмета у својим гнездима од дрвета и камена као јастука. Од припитомљавања, многе животиње су такође научиле да користе јастуке и простирке које је направио човек, као и да се одмарају на припадницима своје и других врста, у ту сврху.
Пре негде између 5 и 23 милиона година, велики мајмуни који живе на дрвећу почели су да граде платформе за спавање, укључујући дрвене јастуке, како би побољшали сан. Према студијама о шимпанзама које спавају до осам до девет сати ноћу користећи посебно одабране јастуке од грања, чврсти јастуци су омогућили великим мајмунима да побегну од лова ноћних предатора и да не падну са дрвећа док спавају. Вероватно је то било неопходно због еволуције великих мозгова који троше енергију. Иако је то такође могло довести до дужих периода РЕМ сна, што је заузврат повећало њихов когнитивни капацитет.
Први јастуци су пронађени у гробницама из доба древне египатске цивилизације. У почетку су их користили само имућнији. Изузетно лепо и скупоцено декорисани јастуци током Средњег века су постали цењена роба прво у Кини, а затим у Персији и Европи. Коришћење јастука временом почиње да бива све распрострањеније. Индустријска револуција је довела до масовне производње декорисаног текстила па и јастука.

### Месопотамија и стари Египат
Најранија забележена употреба модерног људског уређаја датира из цивилизација Месопотамије око 7.000 година пре нове ере. За то време јастуке су користили само имућни. Број јастука је симболизовао статус, тако да што је више јастука неко поседовао то је имао више богатства. Јастуци се већ дуго производе широм света како би помогли у решавању проблема који се понавља као бол у врату, леђима и раменима током спавања. Осим за удобност, јастук је коришћен и за одбијање буба и инсеката из косе, уста, носа и ушију људи док спавају.
Употреба јастука је повезана са мумијама и гробницама древног Египта током 11. династије, која датира из 2055–1985. п. н. е. Древни египатски јастуци су били дрвени или камени наслони за главу. Ови јастуци су се најчешће користили тако што су се стављали испод главе покојника, јер се глава човека сматрала суштином живота и светом.

### Античка Европа
Римљани и Грци древне Европе савладали су стварање јастука мекшег типа. Ови јастуци су били пуњени трском, перјем и сламом како би били мекши и удобнији. Само људи више класе су обично поседовали ове мекше јастуке; међутим, свим класама људи било је дозвољено да користе неку врсту јастука док спавају, леже или седе како би им пружили подршку. Људи у старој Европи почели су да користе јастуке када иду у цркву како би клечали док се моле и стављали на њих свете књиге. Ово је традиција која и данас живи. Осим тога, Римљани и Грци су користили своје јастуке тако што су их стављали под главу покојника баш као што су то чинили стари Египћани.

### Древна Кина
Кинески јастуци су традиционално били чврсти, иако су се понекад користили са мекшом тканином преко њих. Током многих кинеских династија, јастуци су се правили од широког спектра материјала укључујући бамбус, жад, порцелан, дрво и бронзу. Керамички јастуци су постали најпопуларнији. Употреба керамичких јастука се први пут појавила у династији Суеј између 581. и 618. године, док се масовна производња појавила у династији Танг између 618. и 907. године. Кинези су украшавали своје јастуке правећи их у различитим облицима и сликајући на њима слике животиња, људи и биљака. Једна уобичајена врста грнчарије која се користила била је посуђе Циџоу. Кинески керамички јастуци достигли су свој врхунац у смислу производње и употребе током династија Сонг, Ђин и Јуан између 10. и 14. века, али су полако нестали током династија Минг и Ћинг између 1368. и 1911. године са појавом бољих материјала за израду јастука.

## Век трајања, одржавање и управљање отпадом
Нормалан животни век типичног западног јастука је две до четири године. Стање јастука се може утврдити тако што ћете проверити да ли има грудвица или га савијати да бисте видели да ли остаје у том облику. Замена се препоручује из санитарних разлога. Све врсте навлака за јастуке треба периодично прати јер су оне део који је у контакту са телом особе. Јастуци акумулирају прашину и микробе међу пуњењем, чак и када се перу јастуци који се могу прати. Произвођачи препоручују сушење у машини за сушење у трајању од петнаест минута сваке недеље како би се освежили и како би топлота убила гриње. Добротворне организације у већини земаља неће прихватити коришћене јастуке због хигијенских прописа. Док нека склоништа за животиње прихватају облике постељине, већина одбија донацију коришћених јастука због проблема који могу да изазову.
Рециклажа јастука, као и већине текстила и постељине, је скупа и има слаб принос. Због тога се мало њих рециклира и већина заврши на депонијама. Њихова мала тежина значи да чине мали удео кућног отпада по маси. Већина од неколико јастука прикупљених за рециклажу шаље се у Индију и Пакистан и користи се као јефтина постељина, или у југоисточној Азији, заједно са другим текстилом за производњу јефтине постељине.

## Подела јастука
Јастуци се деле на три основне категорије: јастуци за спавање, ортопедски јастуци, декоративни јастуци. Поред њих постоје и многе ближе одређене врсте, као што су јастучић за игле, јастук за грљење, јастук за пливање, сексуални јастук и други. Посебни јастуци су саставни део врећа за спавање, док се приликом коришћења јастука обично лежи на јоргану и прекрива ћебетом.